# Beremeanî, Colomeea
Beremeanî (în ucraineană Берем`яни) este un sat în așezarea urbană Hvizdeț din raionul Colomeea, regiunea Ivano-Frankivsk, Ucraina.

## Demografie
Componența lingvistică a localității Beremeanî
     Ucraineană (99,16%)
     Alte limbi (0,84%)
Conform recensământului din 2001, majoritatea populației localității Beremeanî era vorbitoare de ucraineană (99,16%), existând în minoritate și vorbitori de alte limbi.